# Grete Waitz
Grete Waitz-Andersen (Oslo, 1 oktober 1953 – aldaar, 19 april 2011) was een Noorse atlete. Aan het begin van haar sportcarrière was ze succesvol bij het veldlopen en op de middellange afstand, later specialiseerde ze zich in de marathon. Ze verbeterde tijdens haar sportcarrière het wereldrecord op de halve en de hele marathon. Ze nam viermaal deel aan de Olympische Spelen en veroverde bij deze gelegenheden eenmaal een zilveren medaille.

## Biografie

### Jeugd
Reeds als kind was Grete Andersen geïnteresseerd in sport; zij deed onder meer aan handbal en turnen. Op twaalfjarige leeftijd meldde zij zich aan bij een sportvereniging in Oslo en al gauw sprong zij 1,61 m hoog. Via de sprintnummers kwam ze op de middellange afstanden terecht en nam zij op vijftienjarige leeftijd ook deel aan haar eerste veldloop. Een jaar later werd zij Noors juniorkampioene op de 400 en 800 m, terwijl zij weer een jaar later, als zeventienjarige, met een tijd van 4.17,0 een Europees jeugdrecord vestigde op de 1500 m. In die periode begon zij de atletiek te zien als haar mogelijke toekomstige beroep, maar ze had moeite om haar ouders hiervan te overtuigen. In die tijd waren er voor vrouwen nog nauwelijks mogelijkheden om aan het noodzakelijke geld te komen, waarmee de sport kon worden bekostigd. Ter ondersteuning van haar sportieve activiteiten startte ze met een lerarenopleiding.

### Brons op EK
Het eerste grote internationale toernooi waaraan Grete Andersen deelnam, waren de Europese kampioenschappen van 1971 in Helsinki, waar zij strandde in de voorrondes van de 1500 m. Een jaar later overkwam haar dat ook op de Olympische Spelen van München, maar reeds bij de EK van 1974 in Rome behoorde zij tot de besten en veroverde zij op de 1500 m in 4.05,21 het brons.

### Eerste wereldrecord
Dat ze ook goed uit de voeten kon op de langere afstanden, liet Andersen blijken in de jaren die volgden. Aanvankelijk was zij overigens niet van plan geweest om zich toe te leggen op afstanden langer dan 1500 m. De enige keer dat zij in 1973 een 3000 m had uitgeprobeerd, had ze die in 9.34,2 beëindigd en vond ze deze 'veel te lang'. Vanwege blessures had zij in de winter van 1974/75 echter weinig aan snelheidstraining kunnen doen, waarop haar verloofde, Jack Waitz, voorstelde om het toch nog eens op de 3000 m te proberen, omdat je voor die afstand veel minder basissnelheid nodig had dan voor de 1500 m. "Toen zei ik op een zwak moment OK", herinnerde Grete Andersen zich. Nadat vervolgens een test over 2000 m had uitgewezen, dat zij een tempo van 8.50 op de 3000 m aan moest kunnen, richtte Andersen zich op het wereldrecord van Ljoedmila Bragina van 8.52,8. Tijdens de drielandenwedstrijd Noorwegen-Zweden-Oost-Duitsland op 24 juni 1975 in het Bislettstadion kwam ze vervolgens tot een tijd van 8.46,6 en had zij haar eerste wereldrecord gevestigd. Een jaar later verbeterde zij zichzelf op deze afstand tot 8.45,4, om ten slotte in 1979 op een PR van 8.31,75 uit te komen. Haar wereldrecord was ze toen echter allang weer kwijt aan Bragina, die in 1976 al tot 8.27,2 was gekomen. In 1977 zou zij diezelfde Bragina overigens verslaan tijdens de World-Cup wedstrijd in Düsseldorf, waar ze op de 3000 m deel uitmaakte van de Europese ploeg. In een zinderende laatste ronde van iets meer dan zestig seconden liet zij zowel de Russische als de Oost-Duitse Ulrike Bruns kansloos. Andersen finishte in 8.43,50. "Mijn mooiste herinnering", zo stelde zij achteraf.

### Opnieuw brons op EK
De 3000 m lag haar dus, reden waarom zij op de EK van 1978 in Praag, naast de 1500 m, ook aan dit onderdeel deelnam. Op het eerste onderdeel werd zij vijfde in 4.00,6, de snelste tijd die zij ooit zou lopen, terwijl zij op de 3000 m in 8.34,33 haar tweede bronzen medaille op een EK veroverde. Ten slotte waagde zij zich, wat betreft de langere afstanden op de baan, ook nog aan de 5000 m, een onderdeel dat op de grote toernooien pas in de jaren negentig zou worden opgenomen in het atletiekprogramma voor vrouwen. In juni 1982 kwam zij op dit onderdeel tot een PR-prestatie van 15.08,80, op dat moment de op-één-na beste wereldtijd ooit. Slechts Mary Decker had met 15.08,26 sneller gelopen.

### Pijn
Intussen had Grete Waitz-Andersen reeds in 1978 tevens de wegatletiek opgezocht. Jack Waitz, met wie zij in 1975 was getrouwd, had haar overgehaald om deel te nemen aan de New York City Marathon en hoewel zij op dat moment nog nooit een langere duurloop dan zestien kilometer had gelopen, voorspelde hij op basis van wat de Amerikaanse loopbladen schreven, dat zijn vrouw alle andere vrouwen op de langste afstand zou verslaan. Die voorspelling kwam uit. Grete Waitz won de wedstrijd in 2:32.29, de eerste van in totaal negen overwinningen in New York over een periode van elf jaar. Ze was na afloop van die eerste keer echter woest op haar echtgenoot. "Zodra ik de eindstreep was gepasseerd, heb ik zo goed en zo kwaad als het ging mijn schoenen uitgetrokken, ze tegen de grond gesmeten en ik heb tegen Jack gezegd: dit doe ik nooit, maar dan ook nooit meer. Ik ben niet erg impulsief van aard, maar ik had zoveel pijn in mijn benen, vooral in het bovenste deel. Alles deed pijn, ik heb drie dagen lang niet gewoon kunnen wandelen."
De overwinning in New York leverde haar echter vele uitnodigingen op voor andere, kortere wegwedstrijden. Ze begon de wegwedstrijden dan ook leuk te vinden omdat, terwijl de baanatletiek werd geregeerd door de klok, je bij wegwedstrijden alleen maar zo snel mogelijk van A naar B hoefde te lopen. Waitz: "Dat vond ik aantrekkelijk."

### Wereldtitels
De vraag, wat nu eigenlijk de meest indrukwekkende prestatie of prestatiereeks is geweest van de Noorse Grete Waitz, zal wel altijd aanleiding geven tot discussie. Was dat de unieke serie van negen marathonoverwinningen in New York? Waren dat haar titels op de wereldkampioenschappen veldlopen? Want in de periode van haar overstap van de baan naar de weg bleef ze ook actief in het veldlopen. De vijf titels, waarvan vier op rij, die zij in dit metier in de periode van 1978 tot en met 1983 verzamelde, zijn eveneens ongeëvenaard. En dan is daar natuurlijk ook nog haar wereldtitel op de marathon tijdens de wereldkampioenschappen in Helsinki. Drie minuten voorsprong had zij op de Amerikaanse Marianne Dickerson (zilver) en de Russische Raisa Smekhnova (brons). Met haar winnende tijd van 2:28.09 ging zij de boeken in als de allereerste wereldkampioene ooit. Aan het eind van dat jaar kreeg ze de Abebe Bikila Award uitgereikt voor haar bijdrage aan het langeafstandslopen.

### Tranen van vreugde
De enige titel die Grete Waitz nooit won, was een olympische. Haar deelname aan de Spelen van 1972 en 1976 werd reeds gememoreerd. Aan de Olympische Spelen van 1980 in Moskou had ze nooit mee kunnen doen, omdat Noorwegen zich bij de landen schaarde die deze Spelen boycotten.
Vier jaar later was zij op de Spelen van Los Angeles vanwege haar staat van dienst op de allereerste olympische marathon een van de kanshebsters, maar liep zij de hele wedstrijd achter de feiten aan, toen die andere marathonlegende, de Amerikaanse Joan Benoit, reeds na drie kilometer het hazenpad koos en voor de rest van de wedstrijd uit het zicht verdween. Een zilveren medaille was het hoogst haalbare voor Waitz, die met die prestatie overigens zielsgelukkig was. De dag voor de wedstrijd had zij namelijk last gekregen van haar rug als gevolg van een te zacht bed. De hele dag zat ze bij de fysiotheraeut, liep aan de arm van de dokter het olympisch dorp door, deed oefeningen met zware ijszakken en kon naar eigen zeggen "het janken niet laten". "Mentaal was ik niet klaar voor een topprestatie. Vooral in de beginfase liep ik heel voorzichtig en dat was juist het stuk waarin Joan Benoit haar aanval inzette. Ik voelde me als een olifant. Halverwege had Benoit twee minuten voorsprong, ik heb later nog een minuut teruggepakt. Toen ik over de finish kwam, was ik zo blij dat ik toch nog het zilver had veroverd, dat ik spontaan weer in huilen uitbarstte. Maar nu van vreugde, terwijl iedereen dacht dat ik zo verdrietig was omdat ik had verloren." Terug in eigen land werd Waitz onderscheiden met de Fearnleys olympiske ærespris (vert.: Fearnleys olympische ereprijs).
Op de Olympische Spelen van 1988 in Seoel ten slotte moest ze halverwege de olympische marathon opgeven met een knieblessure.

### Afscheid
In 1990 nam Grete Waitz met een vierde plaats in de New York City Marathon afscheid van de wedstrijdsport, "omdat ik toen tien jaar op de baan actief was geweest en tien jaar op de weg. Ik droeg al een nationaal tenue op mijn zestiende, dus als atleet was ik stok- en stokoud." Toch liep ze marathon in New York in 1992 opnieuw. Ze deed dit op verzoek van haar vriend Fred Lebow, grondlegger en racedirecteur van de New York City Marathon, ter ere van diens 60ste verjaardag en omdat bij hem inmiddels een hersentumor was geconstateerd. Samen voltooiden zij de marathon in 5:32.35. Lebow stierf vier jaar later aan de gevolgen van zijn ziekte.
In 2005 werd kanker vastgesteld bij Grete Waitz. Zes jaar later, op 57-jarige leeftijd, overleed ze hieraan.

### Erfenis
Waitz verwierf algemene bekendheid met haar pogingen om de marathon en het langeafstandslopen voor vrouwen te promoten. In haar geboorteland is zij een sportlegende; ter ere van haar wordt er jaarlijks een wedstrijd gehouden die haar naam draagt. Daarnaast sponsort de New York Road Runners club de Grete’s Great Gallop, een halve marathon die jaarlijks ter ere van Waitz wordt georganiseerd.
Buiten het Bislettstadion in Oslo staat een standbeeld van Grete Waitz, terwijl er een serie postzegels met haar beeltenis werd uitgegeven.
In 2013 werd ze opgenomen in de IAAF Hall of Fame.

## Titels
- Wereldkampioene marathon - 1983
- Wereldkampioene veldlopen (lange afstand) - 1978, 1979, 1980, 1981, 1983
- Noors kampioene 800 m - 1971, 1973, 1974, 1975, 1976, 1977
- Noors kampioene 1500 m - 1971, 1973, 1974, 1975, 1976, 1977, 1978, 1979
- Noors kampioene 3000 m - 1973, 1978, 1979, 1980, 1981
- Noors indoorkampioene 800 m - 1972
- Noors kampioene veldlopen (2000 m) - 1972, 1973, 1974, 1975
- Noors kampioene veldlopen (6000 m) - 1976, 1977, 1978, 1979, 1980, 1981, 1983
- Noors kampioene veldlopen (10.000 m) - 1976, 1977, 1982

## Persoonlijke records
Baan
| Onderdeel   | Prestatie        | Plaats           | Datum     |
| ----------- | ---------------- | ---------------- | --------- |
| 400 m       | 57,6             | 24 mei 1972      | Oslo      |
| 800 m       | 2.03,1 (ex-NR)   | 3 juli 1975      | Oslo      |
| 1000 m      | 2.39,74 (ex-NR)  | 9 september 1977 | Londen    |
| 1500 m      | 4.00,55 (NR)     | 3 september 1978 | Praag     |
| 1 Eng. mijl | 4.26,90 (NR)     | 9 juli 1978      | Gateshead |
| 2000 m      | 5.47,1 (NR)      | 8 januari 1978   | Newcastle |
| 3000 m      | 8.31,75 (NR)     | 17 juli 1979     | Oslo      |
| 5000 m      | 15.08,80 (ex-NR) | 26 juni 1982     | Oslo      |

Weg
| Onderdeel      | Prestatie     | Plaats           | Datum         |
| -------------- | ------------- | ---------------- | ------------- |
| 10 km          | 31.28         | 6 mei 1984       | Oslo          |
| 15 km          | 47.52 (ex-NR) | 11 februari 1984 | Tampa         |
| halve marathon | 1:08.49       | 24 juli 1988     | South Shields |
| 25 km          | 1:22.28 (NR)  | 29 maart 1986    | Paderborn     |
| marathon       | 2:24.54       | 20 april 1986    | Londen        |

Indoor
| Onderdeel | Prestatie        | Plaats         | Datum     |
| --------- | ---------------- | -------------- | --------- |
| 3000 m    | 8.50,8 (ex-NR)   | 4 januari 1980 | Daly City |
| 5000 m    | 15.08,80 (ex-NR) | 26 juni 1982   | Oslo      |

## Wereldrecords
- 3000 m 8.46,6 - (Oslo, 24 juni 1975)
- 3000 m 8.45,4 - (Oslo, 21 juni 1976)
- marathon 2:32.29,8 - (New York, 22 oktober 1978)
- marathon 2:27.32,6 - (New York, 21 oktober 1979)
- marathon 2:25.41,3 - (New York, 26 oktober 1980)
- marathon 2:25.28,7 - (Londen, 17 april 1983)
- halve marathon 1:09.57 - (Göteborg, 15 mei 1982)

## Palmares

### 1500 m
- 1971: 8e in serie EK - 4.23,0
- 1972: 6e in serie OS - 4.16,0
- 1974:  EK - 4.05,21
- 1976: 8e in ½ fin. OS - 4.04,80

### 3000 m
- 1977:  Wereldbeker - 8.43,50
- 1979:  Wereldbeker - 8.38,59
- 1978:  EK - 8.34,33

### 10 Eng. mijl
- 1988:  Grand Prix von Bern - 52.31,5

### halve marathon
- 1982:  halve marathon van Milaan - 1:09.19
- 1982:  Greifenseelauf - 1:04.52
- 1983:  Greifenseelauf - 1:02.52
- 1984:  Great North Run - 1:10.27
- 1986:  Greifenseelauf - 1:04.57
- 1988:  Great North Run - 1:08.49

### marathon
- 1978:  New York City Marathon - 2:32.29 (te kort)
- 1979:  New York City Marathon - 2:27.32,6 (te kort)
- 1980:  New York City Marathon - 2:25.41,3 (te kort)
- 1982:  New York City Marathon - 2:27.14
- 1983:  Londen Marathon - 2:25.28
- 1983:  New York City Marathon - 2:27.00
- 1983:  WK in Helsinki - 2:28.09
- 1984:  OS in Los Angeles - 2:26.18
- 1984:  New York City Marathon - 2:29.30
- 1985:  New York City Marathon - 2:28.34
- 1986:  Londen Marathon - 2:24.54 (PR)
- 1986:  New York City Marathon - 2:28.06
- 1988: DNF OS
- 1988:  New York City Marathon - 2:28.07
- 1988:  Marathon van Stockholm - 2:28.24
- 1990: 4e New York City Marathon - 2:34.34

### veldlopen
- 1978:  WK (lange afstand) - 16.19
- 1979:  WK (lange afstand) - 16.48
- 1980:  WK (lange afstand) - 15.05
- 1981:  WK (lange afstand) - 14.07
- 1982:  WK (lange afstand) - 14.44
- 1983:  WK (lange afstand) - 13.29
- 1984:  WK (lange afstand) - 15.58

### overige afstanden
- 1986:  Bay to Breakers in San Francisco (12 km) – 38.45

## Onderscheidingen
- St. Olav's Medal - 1981
- Abebe Bikila Award - 1983
- Fearnleys olympiske ærespris - 1984
- Medal of St. Hallvard - 1989
- Ridder 1e Klasse in de Royal Norwegian Order of St. Olav - 2008
- IAAF Hall of Fame - 2013

1983 Grete Waitz ·
1987 Rosa Mota ·
1991 Wanda Panfil ·
1993 Junko Asari ·
1995 Manuela Machado ·
1997 Hiromi Suzuki ·
1999 Jong Song-ok ·
2001 Lidia Şimon ·
2003 Catherine Ndereba ·
2005 Paula Radcliffe ·
2007 Catherine Ndereba ·
2009 Bai Xue ·
2011 Edna Kiplagat ·
2013 Edna Kiplagat ·
2015 Mare Dibaba ·
2017 Rose Chelimo ·
2019 Ruth Chepngetich ·
2022 Gotytom Gebreslase ·
2023 Amane Beriso Shankule
- Bibsys: 90143640
- Catàleg d'autoritats de noms i títols de Catalunya: 981058516498306706
- Gemeinsame Normdatei: 118863487
- World Athletics: 14356890
- International Standard Name Identifier: 0000 0001 2025 7952
- Library of Congress Control Number: n82100747
- Nationale Bibliotheek van Tsjechië: mzk2007408446
- Nationale bibliotheek van Australië: 35825676
- Nederlandse Thesaurus van Auteursnamen: 073321966
- LIBRIS: 345124
- SNAC: w6f929jm
- Système universitaire de documentation: 163537976
- Trove: 1104903
- Virtual International Authority File: 52337440
- WorldCat: E39PBJgxvbdV7rHjyV6kq9hGpP